# Ваґасі
Ваґасі (яп. 和菓子, わがし) — традиційні японські солодощі, які часто подаються з чаєм. При їх створенні використовуються натуральні продукти: бобові (переважно червона квасоля — адзукі, рис, різні види батату, агар-агар (рослинний желатин), каштани, різні трави та чаї.
Японські солодощі відрізняються менш солодким смаком, ніж звичні для європейців солодощі. Вони навіть можуть здатися людям, які до них не звикли, геть несолодкими.

## Основні види
- Анко — паста з адзукі — використовується як начинка для різних виробів.
  - Ан-пан — випічка з анко
- Аманатто — сушені боби в цукровій глазурі (див. Натто)
- Анміцу — шматочки охолодженого желе з агар-агар з фруктами з солодкою поливкою
- Аме — вид карамелі, виготовлений з крохмалю і цукру
- Варабімочі — шматочки прозорого тіста, виготовленого із варабі (молодих пагонів папороті). Подається з солодким соєвим борошном кінако і сиропом з паленого цукру куроміцу
- Дораякі — два круглих бісквіти з начинкою з анко
- Імаґаваякі — смажений пиріжок з начинкою з анко
  - Таякі — різновид імагаявакі, виготовлений в формі рибки
  - Кастела — японський бісквіт португальського походження.
- Йокан — пастила з солодкуватої бобової пасти й агар-агар
- Карукан
- Кінкато — цукрова карамель
- Кінцуба — смажений пиріжок з прісного тіста з начинкою з анко
- Манджю — пиріжки, запечені в формі, з різноманітною солодкою начинкою
- Монака — дві тонкі хрусткі вафлі з начинкою з анко
- Рисів'яники (мочі) — рисові тістечка або коржики з вареного товченого рису.
  - Ботамочі — рисів'яники, ззовні покриті пастою з квасолі адзукі анко
  - Гюхі — більш м'який різновид рисів'яників. Як правило, готується з суміші рису і рисового борошна
  - Дайфуку — основний вид рисів'яників, начинений анко
  - Данґо — шматочки рисів'яників, нанизані на дерев'яні шпажки і политі сиропом
  - Кашівамочі — рисів'яники, обгорнуті в солені листки дуба
  - Вишневий рисів'яник (сакура-мочі) — рисів'яники (мочі), обгорнуті в мариновані листки японської вишні (сакура).
  - Ханабірамочі — плоскі, червоні й білі, рисів'яники обгорнуті навколо анко і зацукрованого гобо (японський їстівний лопух)
  - Юкімі дайфуку — бренд морозива в рисовому тісті.
- Смажений рисів'яник (сембей) — сухе печиво, аналог крекерів.
- Нерікірі — тістечка з білої квасолевої пасти, цукру і гюхі (див. вище) або тертого нагаімо (вид гірського ямсу)
- Ракуґан — тверді цукерки з великим вмістом цукру, використовуються під час чайної церемонії — див. Чайна церемонія
- Уїро — приготоване на парі тістечко з рисового борошна і цукру, схоже з рисів'яниками
- Шіруко (також дзендзай) — традиційний новорічний суп з солодкої квасолі з рисів'яниками
- Шьогато — зацукрований імбир

## Історія
В період Яйой (300 рік до н. е. — 300 рік н. е.) як природні «солодощі» японці вживали в їжу свіжі фрукти, ягоди й горіхи. Але вже в епоху Нара (710—794) з Китаю разом з буддизмом передавалася й технологія обробки рису, і на Японських островах також почали виготовляти рисів'яники та данґо. В той час вони були рідкісними й дорогими ласощами, які навряд чи зміг би собі дозволити середньостатистичний японець, тому рисові пиріжки переважно використовувались під час релігійних ритуалів. Канони класичних солодощів переважно склалися в епоху Нара.
На схилі періоду Муроматі (1336—1573) японське кондитерське мистецтво зазнало суттєвих змін. Японія вступила в торгові відносини з Португалією та Іспанією, які стали для неї джерелом нових рецептів та інгредієнтів. Солодощі стали значно різноманітнішими та цікавими. Зокрема, при їх виготовленні став використовуватися цукор, що значно полегшило завдання кондитерів — адже раніше солодкість досягалась через інші компоненти, наприклад квасолі адзукі або сушених фруктів.
До початку періоду Едо (1603—1867) мистецтво солодощів вже повноцінно розвивалось і вдосконалювалось. У великих містах, таких як Едо і Кіото, виробники солодощів щосили конкурували між собою, а їхня продукція стала доступною для людей всіх класів. Солодощі тієї епохи практично ідентичні тим, що випускаються в Японії тепер. Крім цього, розширилась сфера впливу їх вживання: тістечка стали невіддільною частиною чайної церемонії, поширеним подарунком.
В період Мейдзі (1868—1912) на японські солодощі сильно вплинули західні солодощі, які з'явилися в Японії. Власне, саме слово «ваґасі» — «ва» (яп. 和 — японський) — увійшло в лексикон жителів тільки в роки Тайсьо (1912—1926), щоб відрізнити споконвічно японські солодощі від привезених із-за кордону. Сучасні японські солодощі часто поєднують в собі традиційні і західні елементи, але в цілому бачення кондитерського мистецтва, безумовно, залишається типово японським.

## Мистецтво
В Японії кажуть, що солодощі — найпривабливіша частина в мистецтві японської кулінарії. І це, перш за все тому, що кожне тістечко зроблено вручну за допомогою кінчиків пальців вмілих рук майстра і частки душі, яку він вкладає в свій витвір.
Як музичний твір неможливо зіграти однаково декілька раз, так неможливо створити однакові солодощі. В людини є п'ять відчуттів — зір, смак, нюх, дотик, слух. Цими відчуттями ми живемо і пізнаємо світ. Подивившись, ми бачимо красу. Спробувавши, ми відчуваємо смак. Взявши в руки, доторкнувшись кінчиком язика, ми смакуємо. Ці три відчуття ми задіюємо, коли їмо звичайну їжу, але солодощі — це мистецтво. В чому ж проявляються інші два відчуття? Запах солодощів — це запах природи. Всі рослини пахнуть по-різному — і рис, і квасоля, і м'ята, і імбир, і незрівнянний запах зеленого чаю, знайомий кожному японцю з дитинства. Саме аромат природи ми вдихаємо, підносячи до губ солодощі.

## День солодощів
Японія — країна, яка дуже дбайливо ставиться до своєї історії, традицій. Щоб зберегти традиції приготування японських солодощів, в 1979 році був запроваджений день японських солодощів, який святкується 16 червня. Історія цього свята бере початок в період Хеян. 848 року Японія була охоплена епідемією, і якось 16 червня імператор, зібравши 16 різних солодощів, приніс їх в жертву богам, молячись про дарування здоров'я своїй країні. Відтоді на це свято заведено пригощати друзів і близьких 16 різними видами солодощів і молитися про здоров'я і родинний добробут.